# Аанду
А́анду (эст. Aandu) — деревня в волости Кохила уезда Рапламаа, Эстония. 

## География и описание
Расположена в 1 километре к юго-западу от волостного центра — посёлка Кохила, и в 18 километрах к северу от уездного центра — города Рапла. Высота над уровнем моря — 68 метров.
Официальный язык — эстонский. Почтовый индекс — 79810.

## Население
По данным переписи населения 2011 года, в деревне проживали 58 человек, из них 57 (98,3 %) — эстонцы.
По данным переписи населения 2021 года, в деревне насчитывалось 53 жителя, из них 51 (96,2 %) — эстонцы.
Численность населения деревни Аанду по данным переписей населения:
| Год  | 1959 | 1970 | 1979 | 1989 | 2000 | 2011 | 2021 |
| ---- | ---- | ---- | ---- | ---- | ---- | ---- | ---- |
| Чел. | 25   | → 25 | ↗ 66 | ↘ 64 | ↘ 57 | ↗ 58 | ↘ 53 |

## История
Первое упоминание о деревне (Sandae) относится к 1241 году. Достопримечательности деревни — два карстовых участка, два вековых дуба и озеро Кынну.
В 1977–1998 годах в состав Аанду входили деревни Кадака и Роотси.
В деревне прошла молодость эстонского политика Яана Теэманта.